# دوغ إيفانز
دوغ إيفانز هو لاعب هوكي الجليد كندي، ولد في 2 يونيو 1963 في بيتيربوروغ في كندا.

## وصلات خارجية
- دوغ إيفانز على موقع دوري الهوكي الوطني (الإنجليزية)
- دوغ إيفانز على موقع قاعة مشاهير الهوكي (لاعب أن.إتش.أل) (الإنجليزية)
- دوغ إيفانز على موقع EliteProspects.com (الإنجليزية)
- دوغ إيفانز على موقع HockeyDB.com (الإنجليزية)
- دوغ إيفانز على موقع Hockey-Reference.com (الإنجليزية)